# The First Night
The First Night (englisch für „Die erste Nacht“) ist ein Lied der US-amerikanischen Sängerin Monica, das im Juli 1998 erschien.

## Entstehung und Veröffentlichung
Das Lied wurde gemeinsam von Jermaine Dupri und Tamara Savage geschrieben. Es beinhaltet ein Sample von Diana Ross’ Love Hangover (1976), wodurch deren Autoren Marilyn McLeod und Pam Sawyer ebenfalls Urheber von The First Night sind. Dupri zeichnete zudem auch für die Produktion verantwortlich. Die Aufnahmen fanden in den Krosswire Studios in Atlanta statt, die Abmischung wurde von Dupri und Phil Tan in den Silent Sound Studios beaufsichtigt. Dupri spielt zudem mehrere Ad-Libs auf The First Night, ist aber nicht als Gastsänger in dem Titel zu hören.
Die Erstveröffentlichung von The First Night erfolgte als Single am 18. Juni 1998 bei Arista Records. Diese erschien weltweit in verschiedenen Ausführungen, die sich durch die Anzahl und Auswahl ihrer B-Seiten unterscheiden. Am 14. Juli desselben Jahres erschien das Lied als Teil von Monicas zweiten Studioalbum The Boy Is Mine (Katalognummer: 07822-19011-2), dessen dritte Singleauskopplung es ist.

## Inhalt
Monica kommentierte das Lied 1998 in einem Interview mit MTV News wie folgt: „The First Night ist keine Erfahrung von mir, aber es ist eine Platte, die Dupri produziert hat und von dem ich schon lange weiß… Es geht im Grunde darum, dass ein Mann beim ersten Date eine Frau anspricht.“

## Musikvideo
Das Video entstand, wie zum Musikvideo zur vorangegangenen Single The Boy Is Mine, unter der Regie von Joseph Kahn. Die Dreharbeiten fanden im Bradbury Building in der Innenstadt von Los Angeles, Kalifornien, statt, einem fünfstöckigen Bürogebäude, das vor allem für sein außergewöhnliches Atrium mit Oberlicht mit Zugangsgängen, Treppen und Aufzügen und seinen kunstvollen Eisenarbeiten bekannt ist.
Es zeigt Monica, wie sie in einem engen, weißen Oberteil und langen khakifarbenen Hosen mit einer Menge von Tänzern tanzt. Im gesamten Video gibt es Schnitte, in denen sie in einem weißen Kleid aufsteht und sich mit einer goldenen Opernbrille in der Hand auf eine lange Couch setzt. Andere Schnitte zeigen Gruppen von Männern und Frauen sowie Monica und ihren Geliebten, die auf einer Couch sitzen. Der instrumentale Break beinhaltet Breakdance und schneidet dann zurück zum Tanz mit dem Publikum. Das Video endet damit, dass Monica den Kuss ihres Geliebten ablehnt.

## Rezeption
2017 nahm das Complex-Magazin das Musikvideo in seine Liste der „Besten R&B-Videos der 90er Jahre“ auf und schrieb: „Monica wird nicht sofort Sex mit dir haben, und ihre Methode, dich zu lassen, wird ausgeklügelt sein. Daher dieses Video… Die Tanzbewegungen waren niedlich, das Konzept war einfach und vor der Kamera passte alles perfekt zusammen.“

## Kommerzieller Erfolg

### Chartplatzierungen
| ChartsChartplatzierungen       | Höchstplatzierung | Wochen |
| ------------------------------ | ----------------- | ------ |
| Deutschland (GfK)              | 63 (9 Wo.)        | 9      |
| Vereinigte Staaten (Billboard) | 1 (23 Wo.)        | 23     |
| Vereinigtes Königreich (OCC)   | 6 (9 Wo.)         | 9      |

| ChartsJahrescharts (1998)      | Platzierung |
| ------------------------------ | ----------- |
| Vereinigte Staaten (Billboard) | 18          |

| ChartsJahrescharts (1990–1999) | Platzierung |
| ------------------------------ | ----------- |
| Vereinigte Staaten (Billboard) | 26          |

### Auszeichnungen für Musikverkäufe
| Land/Region               | Auszeichnungen für Musikverkäufe (Land/Region, Auszeichnung, Verkäufe) | Verkäufe  |
| ------------------------- | ---------------------------------------------------------------------- | --------- |
| Vereinigte Staaten (RIAA) | Platin                                                                 | 1.000.000 |
| Insgesamt                 | 1× Platin ·                                                            | 1.000.000 |